# مجموعة منتهية محليا
أسرة المجموعات المنتهية محليًّا في الرياضيات، وفي الطبولوجيا على وجه الخصوص، خاصيّة الانتهاء محليًا تُنسب إلى أسرة مجموعات في فضاء طبولوجي وهي أساس في دراسة الفضاءات مثيلة المتراصة "paracompactness" وبُعد الطبولوجيا.
نسمّي أسرة مجموعات {\displaystyle U=\{U_{\alpha }\}_{\alpha \in I}} في فضاء طبولوجي {\displaystyle (X,\tau )} أسرةً منتهية محليّاً إذا كان كلّ عنصرٍ من {\displaystyle X} يملكُ جوارًا يتقاطع فقط مع عددٍ منتهٍ من مجموعات الأسرة {\displaystyle U} .

## أمثلة وخواص
1. أيّ أسرة منتهية من أجزاء فضاء طبولوجي تكون منتهيةً محليًّا.
2. أسرة المجموعات {\displaystyle \{]n,n+2[\}_{n\in \mathbb {Z} }} تشكّل أسرة عدودة ومنتهية محليّاً من المجموعات الجزئيّة في {\displaystyle \mathbb {R} }
3.أسرة المجموعات {\displaystyle \{]-n,n[\}_{n\in \mathbb {N} }} ليست أسرة منتهية محليّاً من المجموعات الجزئيّة في {\displaystyle \mathbb {R} }
4. إذا كانت {\displaystyle U=\{U_{\alpha }\}_{\alpha \in I}} أسرةً منتهيةً محليّاً في {\displaystyle X} فإنَّ أسرة غُلاقات عناصر {\displaystyle U} والتي هي {\displaystyle V=\{{\overline {U_{\alpha }}}\}_{\alpha \in I}} ستكون أسرةً منتهيةً محليّاً أيضاً، في حين أنَّ العكس غير صحيحٍ بالضّرورة حيث نجد أنَّ أسرة كلّ المجموعات المفتوحة في فضاء المتممات المنتهية على {\displaystyle \mathbb {R} } ليست أسرةً منتهيةً محليّاً ولكنّ أسرة غلاقاتها هي {\displaystyle \mathbb {\{} \phi ,\mathbb {R} \}} وهي أسرة منتهية محليّاً